# Eupithecia pseudoicterata
Eupithecia pseudoicterata är en fjärilsart som beskrevs av Schütze 1960. Eupithecia pseudoicterata ingår i släktet Eupithecia och familjen mätare. Inga underarter finns listade i Catalogue of Life.